# Venă poplitee

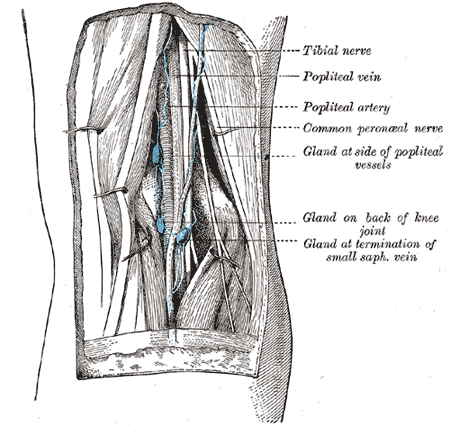
Vena poplitee

Vena poplitee se formează prin unirea venei comitante a venei tibiale anterioare și posterioare la marginea inferioară a mușchiului popliteu pe partea medială a arterei poplitee. Pe măsură ce urcă prin fosă, traversează în spatele arterei poplitee, astfel încât ajunge să se întindă pe partea laterală. Trece prin hiatusul adductor (deschiderea în magnusul adductor) pentru a deveni venă femurală. 

## Afluenții
Afluenții venei poplitee sunt următoarele: 
- Venele care corespund ramurilor date de artera poplitee (vezi artera poplitee).
- vena safenă mică, care perforează fascia profundă și trece între cele două capete ale mușchiului gastrocnemius pentru a se termina în vena poplitee.
- vena tibală anterioară,
- vena tibială posterioară,
- vena peronieră.

## Imagini suplimentare

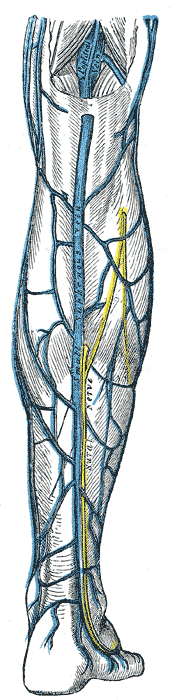
Vena safena mica. Vina popliteală este etichetată în partea de sus.
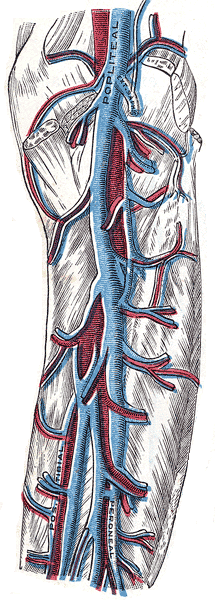
Vena popliteală.